# 圣罗曼昂日耶
圣罗曼昂日耶（法語：Saint-Romain-en-Gier，法語發音：[sɛ̃ ʁɔmɛ̃ ɑ̃ ʒje]）是法国罗讷省的一个市镇，属于里昂区。

## 地理
圣罗曼昂日耶（45°33'55"N, 4°42'25"E）面积4.05 平方千米，位于法国奥弗涅-罗讷-阿尔卑斯大区罗讷省，该省份为法国中东部省份，北起顺时针与索恩-卢瓦尔省、安省、里昂大都会、伊泽尔省和卢瓦尔省接壤。
与圣罗曼昂日耶接壤的市镇（或旧市镇、城区）包括：达尔瓜尔、塔尔塔拉、埃沙拉、日沃尔、特雷沃、博瓦隆。

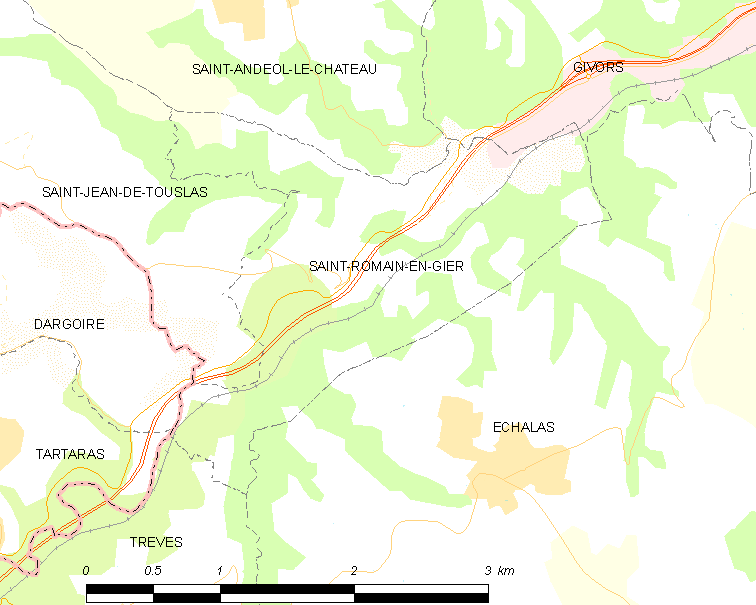
圣罗曼昂日耶的OSM定位图

圣罗曼昂日耶的时区为UTC+01:00、UTC+02:00（夏令时）。

## 行政
圣罗曼昂日耶的邮政编码为69700，INSEE市镇编码为69236。

## 政治
圣罗曼昂日耶所属的省级选区为莫尔南县。

## 人口

1962-2008年间圣罗曼昂日耶人口变化图示

圣罗曼昂日耶于2022年1月1日时的人口数量为598人。